# Shōichi Masutomi
Shōichi Masutomi (jap. 増富省一 Masutomi Shōichi; ur. 12 stycznia 1912) – japoński zapaśnik walczący w stylu wolnym. Olimpijczyk z Berlina 1936, gdzie zajął czternaste miejsce, w wadze półśredniej. Mistrz Japonii w 1935 roku. Absolwent Uniwersytetu Waseda.

## Letnie Igrzyska Olimpijskie 1936
| Konkurencja      | Rundy eliminacyjne  | Rundy eliminacyjne   | Klas. końcowa |
| Konkurencja      | Przeciwnik I        | Przeciwnik II        | Miejsce       |
| ---------------- | ------------------- | -------------------- | ------------- |
| 72 kg styl wolny | William Fox (GBR) P | Jean Jourlin (FRA) P | II runda      |